# Alexander Hold

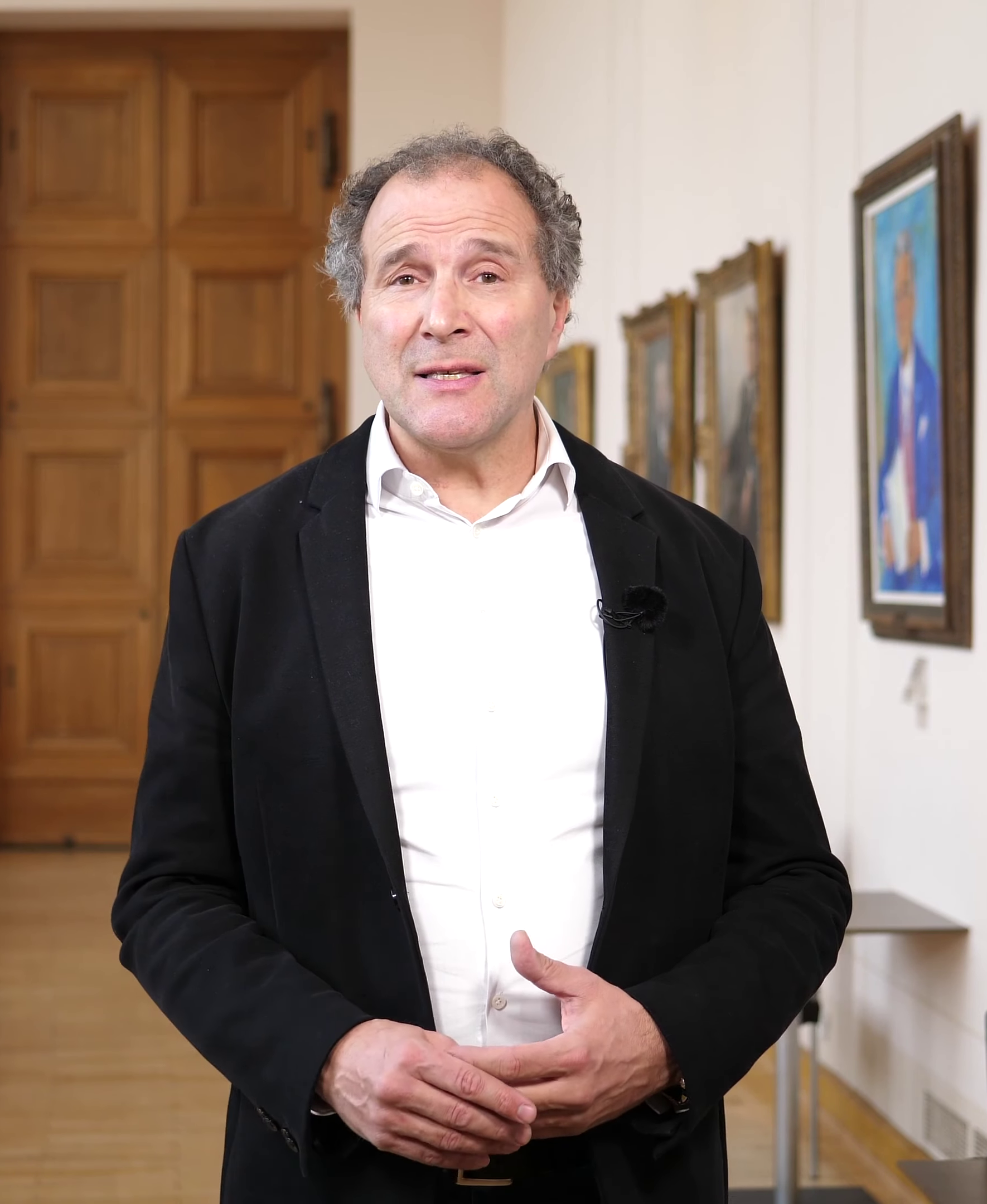
Alexander Hold im Maximilianeum (2021)

Alexander Hold (* 11. März 1962 in Kempten (Allgäu)) ist ein deutscher Jurist, Politiker (Freie Wähler), Autor sowie ehemaliger Fernsehdarsteller und Richter. Bekanntheit erlangte er durch die Fernseh-Gerichtsshow Richter Alexander Hold. 2017 kandidierte er für das Amt des Bundespräsidenten. Seit November 2018 ist er Mitglied des Bayerischen Landtags und einer seiner Vizepräsidenten.

## Jurist
Hold erwarb am Carl-von-Linde-Gymnasium Kempten sein Abitur. Er war von 1981 bis 1983 Reserveoffizieranwärter beim Sanitätsbataillon 210 in der Prinz-Franz-Kaserne in Kempten (Allgäu) und war Hauptmann der Reserve im Sanitätsdienst der Bundeswehr.
Er studierte von 1983 bis 1989 Rechtswissenschaften, Politikwissenschaften und nebenbei Philosophie an der Ludwig-Maximilians-Universität München. Bis 1992 war er als Rechtsreferendar im Oberlandesgerichtsbezirk München tätig. Von 1992 bis 1997 wirkte er als Staatsanwalt in Kempten (Allgäu), zuständig vor allem für Organisierte Kriminalität, Drogendelikte, Schleuserei, Zuhälterei, Menschenhandel und Glücksspiel.
Am 1. März 1997 wurde Hold zum Richter auf Lebenszeit ernannt. Anschließend war er bis 2001 Richter, zunächst am Landgericht Kempten und danach am Amtsgericht Kempten. Dort war er als Richter in Zivilsachen, Strafrichter, Jugendrichter und Ermittlungsrichter in Kempten, Füssen und Sonthofen tätig.

## TV-Darsteller / Moderator

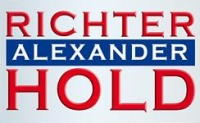
Richter Alexander Hold (2001–2013)

Seit dem 12. November 2001 bis zur Einstellung 2013 war Hold Hauptdarsteller („Vorsitzender Richter“) der täglichen Fernseh-Gerichtsshow Richter Alexander Hold in Sat.1.
Als erster Richter bekam er 2003 mit der wöchentlichen Serie Schuldig? Schicksale vor Gericht eine eigene Fernsehserie zur Prime-Time um 20:15 Uhr. In dieser aus acht Folgen bestehenden Sendung erläuterte er spektakuläre Strafrechtsfälle und deren Verhandlung, die auf wahren Verbrechen beruhten.
Im Dezember 2012 gab Sat.1 bekannt, dass das Format Richter Alexander Hold nach 2040 Folgen nicht mehr weitergeführt werde. Die Folgen der Serie werden allerdings weiterhin ausgestrahlt, z. B. im Jahr 2016 insgesamt 1152 Folgen.
Vom 13. bis 17. Mai 2013 war Hold in fünf Testfolgen des Formates Im Namen der Gerechtigkeit – Wir kämpfen für Sie! in Sat.1 zu sehen. Bis zur Einstellung im Juni 2016 wurden insgesamt 457 Folgen ausgestrahlt.
Außerdem trat er als Moderator in Erscheinung, so etwa als Gastgeber des Sat.1-Late-Night-Talks Dinner Party,  beim Red Bull Air Race und als Wettkämpfer bei der TV total Stock Car Crash Challenge (2006 bis 2008) und der TV Total Wok-WM (2007 bis 2011). Darüber hinaus bestritt er mehrere Rallye-Läufe, unter anderem die Franken-Rallye 2006, die Sachsen-Rallye 2007 und die Transsyberia Rallye 2007. 2006 erreichte er den zweiten Platz beim Großen TV Total Parallelslalom auf der Ski-Weltcup-Strecke in St. Anton hinter Christian Clerici. 2014 gewann er in der ARD-Show Dein Einsatz, Promi! bei Jörg Pilawa 128.000 Euro, die Hilfsorganisationen zugutekamen.
Inzwischen spielte Hold auch in mehreren Theaterproduktionen mit, so 2009 in William Shakespeares Julius Caesar und 2010 in Jura Soyfers Der Lechner Edi schaut ins Paradies im TiK Kempten.
In der Sat.1-Telenovela Anna und die Liebe und im RTL-Fernsehfilm C.I.S. – Chaoten im Sondereinsatz spielte er 2010 jeweils Gastrollen. 2021 wurde er Moderator der Doku-Serie Grave Secret von TLC Deutschland, in der er reale Kriminalfälle analysiert.

## Politiker
Bei den Kommunalwahlen in Bayern 2008 wurde Alexander Hold auf der Liste der Freien Wähler in den Stadtrat von Kempten gewählt. Seit 2014 ist er dort Fraktionsvorsitzender.
Am 15. September 2013 wurde Hold für die Freien Wähler in den Bezirkstag Schwaben gewählt.
Von den Freie Wähler Bayern und den Brandenburger Vereinigte Bürgerbewegungen/Freie Wähler (BVB/FW) für das Amt des Bundespräsidenten nominiert, erhielt Hold in der Bundesversammlung am 12. Februar 2017 25 Stimmen, obgleich FW und BVB/FW nur über elf Stimmen verfügten.
Bei der Landtagswahl im Herbst 2018 kandidierte Hold als Spitzenkandidat der Bezirksvereinigung Schwaben der Freien Wähler für den Bayerischen Landtag und erreichte mit dem besten Gesamtstimmenergebnis ein Mandat. Außerdem trat er als Direktkandidat im Stimmkreis 709 Kempten, Oberallgäu an, wo er mit 21,4 % der Erststimmen das zweitbeste Ergebnis hinter dem CSU-Kandidaten erzielte. Des Weiteren trat er auf Platz 25 der schwäbischen FW-Liste für die Bezirkstagswahl an und wurde erneut in den schwäbischen Bezirkstag gewählt.
Anfang November 2018 wurde er in der konstituierenden Sitzung des 18. Bayerischen Landtags zu dessen 3. Vizepräsidenten gewählt. Er ist Mitglied des Landtags-Präsidiums, des Ältestenrates, des Ausschusses für Verfassung, Recht, Parlamentsfragen und Integration, des Fraktionsvorstandes der Landtagsfraktion der Freien Wähler, der Richterinnen- und Richter-Wahlkommission und des Rundfunkrats des Bayerischen Rundfunks. Ferner ist er Sprecher seiner Fraktion für Asyl und Integration.
Bei der Landtagswahl am 8. Oktober 2023 wurde er erneut als schwäbischer Spitzenkandidat mit dem besten Gesamtstimmenergebnis in den Landtag gewählt. Außerdem wurde er, nachdem die FDP im neuen Landtag nicht mehr vertreten ist, nunmehr der 2. Vizepräsident des Landtags.
Seit Dezember 2018 ist er zudem Bezirksvorsitzender Schwaben der Landesvereinigung Freie Wähler Bayern und des Bezirksverbandes Schwaben der Freie Wähler Landesverband Bayern.
Bei der Kommunalwahl 2020 wurde er mit dem besten Ergebnis aller Bewerber wieder in den Stadtrat Kempten gewählt.

## Autor
Seit 2006 unterhält Hold die TV-Kolumne Hold hat Recht in verschiedenen TV-Magazinen: Von 2006 bis zur Einstellung der Sendung am 16. Juli 2007 in der täglichen Sendung Sat.1 am Mittag sowie ebenfalls bis zur Einstellung des Formats im Januar 2009 mit wöchentlichen Rechtstipps für Verkehrsteilnehmer im Sat.1 Automagazin. Seit 2007 wird die Kolumne Hold hat Recht mit Rechtstipps für Verbraucher im Sat.1-Frühstücksfernsehen ausgestrahlt. Auch in dem Sat.1-Magazin Akte – Reporter kämpfen für Sie gibt er regelmäßig Rechtstipps.
Er verfasst zudem regelmäßig Kolumnen mit Rechtstipps für verschiedene Zeitschriften, z. B. für Closer. Außerdem war er Mitautor des Sachbuches für Kinder Recht Cool und Autor mehrerer Rechtsratgeber Das ist Ihr Recht.

## Ehrenämter
Hold engagiert sich ehrenamtlich in vielen Gremien und Vereinen. Unter anderem ist er Vorstandsmitglied (Justiziar) im Bayerischen Roten Kreuz Kreisverband Oberallgäu, Vorstandsmitglied im Bayerischen Richterverein (Bezirksverband Kempten) und Vorsitzender der SG TV Kempten – TSV Kottern Handball. Außerdem ist er im Aufsichtsrat der Theater Kempten gGmbH und der Stadt Kempten Service GmbH sowie Verwaltungsrat der Allgäuer Überlandwerk GmbH. Weiter gehört er dem Verwaltungsrat der Sparkasse Allgäu an.
Seit 1995 engagiert sich Hold für Straßenkinder in Brasilien und Haiti. 2025 wurde ihm der Bayerische Verdienstorden verliehen.

## Privatleben
Alexander Holds Vater besaß und betrieb die Drogerie Hold am ehemaligen Bahnhofsplatz in Kempten. Er selbst wuchs an der Immenstädter Straße in Kempten auf. Im Mai 2018 heiratete er nach fünf Jahren Beziehung die ausgebildete Lehrerin Pia Große-Vehne. Anfang April 2024 machte Hold öffentlich, dass er an Prostatakrebs erkrankt ist. Er ist Vater zweier Söhne aus erster Ehe.

## Schriften
- als Mitverfasser: Recht Cool. Sachbuch für Kinder. ars edition 2005.
- Das ist Ihr Recht: Richtig vererben – Aber wie? Herbig 2008.
- Das ist Ihr Recht: Verkehrsverstoß – Was tun? Herbig 2008.
- Das ist Ihr Recht: Arbeitsplatz und Kündigung – Was tun? Herbig 2008.
- Das ist Ihr Recht: Sicher im Internet – Aber wie? Herbig 2009.